# Сарджесон, Алан
Алан Маклеод Сарджесон (англ. Alan McLeod Sargeson; 13 октября 1930, Армидейл, Новый Южный Уэльс  — 29 декабря 2008) — австралийский химик-неорганик. Известен благодаря исследованиям в области координационной химии (в том числе стереохимии) кобальта. В его работах были установлены механизмы реакций замещения в комплексах кобальта. Было продемонстрировано, что амиды аминокислот, их сложные эфиры и эфиры фосфорной кислоты, при участии правильно подобранных комплексов металлов, могут давать высокие скорости гидролиза, аналогичные ферментативным. При его участии были открыты комплексы с координационной клеткой, которую металл занимает полностью.

## Ранние годы
Алан Сарджесон, родился в Армидэйле, северная часть Нового Южного Уэльса, в семье Герберта Лесли Сарджесона и Алис (Маклеод) Сарджесон. У него было два старших брата, Лесли Маклеод и Джон Маклеод Сарджесон. Его отец учился на адвоката, а после того, как отслужил в качестве судьи в различных частях Нового Уэльса, стал Старшим оплачиваемым судьей в Сиднее. Его мать родилась на ферме в Уэнтуорт на западе Нового Южного Уэльса. Его отец и мать были превосходными игроками в гольф, а его отец был так же увлечен рыбалкой. Атлетические способности родителей передались сыну, который был исключительным в спорте. Оба родителя вели дисциплинированное домашнее хозяйство и настаивали на том, чтобы дети выполняли поставленные им задачи, особенно домашние задания в школе. Из-за того, что его отцу часто требовалось переезжать на новые места работы, Алан Сарджесон сменил пять различных школ. В 14 лет он переехал в Кутамандра, где он столкнулся с учителем по имени Дафна Мортон, которая за два года, проведенные им там, обнаружила в молодом Алане сильный интерес к науке. Последние два года средней школы он провел в средней школе Мэйтленда для мальчиков, долина Хантер, к северу от Сиднея.

## Университет Сиднея
После окончания школы, он выиграл образовательную стипендию департамента образования Нового Южного Уэльса для обучения в колледже Учителей, расположенном на территории Университета Сиднея. В Университет начал с изучения математики, физики, химии и географии. После первого года он забросил географию и продолжил изучать математику, физику и химию, специализируясь в химии на последнем (третьем) году обучения. Курсы химии были в основном посвящены органической химии, особенно изучению природных соединений. Как следствие, Алан посвятил свой диплом (после 4 года) органической химии. Ранее он закончил небольшой проект по неорганической химии с Фрэнком Двайером, выдающимся специалистом в области координационной неорганической химии. Двайер разглядел в Алане уникальную личность и предложил ему стать аспирантом. После окончания Второй Мировой Войны в университете Сиднея начали присваивать степени PhD. Докторская работа Алана Сарджесона была посвящена стабильности ацетилацетонатных комплексов и разделению трис-оксалатных комплексов металлов. После окончания он работал лектором на вечерних курсах в Университете Технологии в Сиднее.

## Университет Аделаиды
Несмотря на то, что университетские вакансии были редки в 1955 году, пост лектора по физическом и неорганической химии Университета Аделаиды стал вакантным. Алан послал резюме и после интервью с деканом факультета, ему предложили работу. Изначально Алан работал над проблемами, похожими на тем, что он исследовал с Двайером. В эти исследования входило выделение ЭДТА (этилендиаминтретраацетат) комплексов металлов, разделение трис-(дитиооколатных) комплексов и начальное исследование диастререоселективности трис-1,2-диаминопропановых комплексов кобальта. Он выполнил работу совместно с Вольфгангом Сассе, аспирантом, работающим под руководством профессором Джеофри Баджером, химиком-органиком. Сассе открыл эффективный метод получения дипиридинов из пиридина с использованием никеля Ренея. Это исследование привело к получению гербицидов дикват и паракват. Он также разработал условия для получения очень распространенного лиганда 2,2′-бипиридина в больших количествах, для которого ранее требовался сложный процесс синтеза. Одним из побочных продуктов этой реакции был нерастворимый нейтральный комплекс, включающий два пиридил-пирролатных лиганда и бипиридильный хелат, структура которого была установлена ими корректно.

## Семья
В Аделаиде Алан встретил и женился на Мариетте Андерс из Фрилинга, Южная Австралия, дочери Франки Хилтена Андерс и Джойс Анн Андерс (Барклэй) 21 ноября 1957 года в Фрилинге. Предки Мариетты мигрировали из Шлюсвиг-Холстейн более века назад и создали завод в районе Баросса. У Алана и Мариетты было 4 ребёнка, Кирстен Анн (Kirsten Ann), Франк Лесли Андерс (Frank leslie Anders), Вильям Джон Маклеод (William Jon Mcleod), Бент Барбара Алис (Bente Barbara Alice).

## Школа медицинских исследований Джона Кэртина
После двух лет в Аделаиде Алан узнал, что его ментор, Франк Двайер, переехал школу медицинский исследований имени Джона Кэртина (John Сurtin School of Medical research) в Национальном Университете Австралии в Карберре. Он вел раздел, который назывался биологическая и неорганическая химия, область, в которой он работал ранее. Двайер планировал переехать в ANU в 1958 году и попросил Алана помочь ему вести курс. Университет Аделаиды дал Алану отпуск, а ANU предоставило ему временную работу. Через 6 месяцев ANU предложило ему грант на исследования, который гарантировал ему по крайней мере 5 лет трудоустройства, и он ушел с прежнего поста в Аделаиде.
В университете Сиднея Двайер предположил, что положительно заряженный трис-(о-фенантролин) комплексы металлов могут быть токсичными. Предположение оказалось правильным, поскольку позже было показано, что эти комплексы ингибируют холинэстеразу у животных. Это наблюдение получило дальнейшее развитие в ходе исследований, проведенных в школе им. Джона Куртина в Канберре. Там, в сотрудничестве с Мельбурнгским физиологом Альбертом Шульманом и Роем Дугласом Райтом открыл, что производные этих комплексов являются мощными бактериостатическими агентами, в качестве чего и использовались в течение некоторого времени (контроль инфекции золотистого стафилококка в детских больницах). Оба комплекса и железа, и никеля до сих пор используются австралийскими аптекарями как актуальные средства лечения ссадин и герпеса. Алан продолжал использовать их для этих целей в течение 40 лет.
Помимо исследований в области бионеорганической химии, Двайер и Алан, вместе со студентами группы, продолжили исследования в области координационной химии; они изучали разделение и рацемизацию три-о-фенанронильных и бипиридиновых комплексов (J. A. Broomhead), синтез полипиридиновых комплексов рутения (B. Bosnich), аналогичных
комплексов осмия (D. A. Buckingham), разделение комплексов ЭДТА-металл (F. l. Garvan), и диастереоселективность в хиральных комплексах при использовании хиральных лигандов. Все эти студенты, за исключением Гарвана, заняли академические должности. После двух лет сотрудничества с Двайером Алан начал свою собственную работу. Пожалуй, самым заметным достижением его ранней самостоятельной работы стало открытие того, что вторичные амины, связанные с кинетически инертным металлом существуют в умеренно стабильной хиральной форме. Саркозиновый комплекс кобальта [Co(NH3)4(sarcosinato)]2+, хирален только в силу асимметрии кинетически стабильной, связанной с кобальтом аминогруппы саркозина. Асимметрический атом азота теряет конфигурационную целостность при диссоциации связи азот-протон.
Хотя работа была интересной и результат был удивительным для того времени, это все имело гораздо более широкие последствия, связанные со структурами полидентантных полиаминных комплексов и для многих его последующих исследований механизмов. Как результат стереохимической стабильности координированного вторичного атома азота были предсказаны новые изомеры для октаэдрических комплексов с лигандом триэтилентетрамином (NH2CH2CH2NHCH2CH2NHCH2CH2NH2). Этот новый тип изомеров был выделен и охарактеризован Грэгом Шерли (Graham Searle) и Аланом. Выделение хирального транс-изомера, как результат стабильности вторичного хирального центра на вторичном атоме азота вызвало серьезный интерес и удивление в то время.
Создав независимую программу исследований, Алан решил провести академический год с Генри Таубе (Henry Taube), выдающимся химиком неоргаником в университете Стэнфорда. Это было первое путешествие Алана за пределы Австралии. Это было одно из многих, почти ежегодных, посещений США и Дании в его карьере. Алан считал эти визиты существенными для того, чтобы быть в курсе событий в своей области, он использовал их старательно. Визит в Стэнфорд был назначен на середину 1962 года, когда, ранее в тот год, внезапно от сердечного приступа скончался Двайер в возрасте 51 год. Уход Двайер поставили под вопрос жизнеспособность исследовательского подразделения в медицинской школе, и потребовалось некоторое время, чтобы решить этот вопрос. Наконец, Алан стал главой подразделения, и оставалось бороться с насущными проблемами. Когда этот вопрос был урегулирован, он отправился в Стэнфорд в октябре 1963 года. Примерно в это время Дэвид Бакингем, бывший студент Двайер, был доцентом в университете Брауна. Алан вернул Бакингема обратно в исследовательское подразделение, и они начали самое продуктивное сотрудничество. У пары были взаимодополняющие сильные стороны: Алан обладал неординарной изобретательностью, в то время как Бакингем, хоть и не лишенный хорошего воображения, был точен в анализе и проведении экспериментов. Пара первоначально продолжила работу, посвященную хиральным комплексам аминов, которую начал Алан. Позже они развили новую область в химии. Их исследования по щелочному гидролизу комплексов кобальта оказались заметными. В то время были споры по поводу механизма щелочного гидролиза аминокомплексов кобальта. Так, например, было исследовано, что быстрая реакция гидроксид-ионов с комплексом [Co(NH3)5X]2+, приводящая к [Co(NH3)5OH]2+, происходит либо по ассоциативному (SN2) или диссоциативному (SN1CB) механизму. Второй был доказан в ходе исследований.
Ещё одна работа была посвящена гидролизу и образованию пептидов с участием эфиров аминокислот и амидов под действием кобальта. Было установлено, что бис-этилендиаминовый (NH2CH2CH2NH2) комплекс, содержащий метиловый эфира глицина, быстро реагирует в сухом полярном апротонном растворителе с эфирами аминокислот и пептидов с образованием новых пептидных связей. Таким образом, они продемонстрировали, что ион кобальта может выступать в качестве защитной группы для аминогруппы, а также может выступать в качестве активирующего агента (кислота Льюиса) для карбонильного центра хелатированного эфира аминокислоты. В аналогичных работах, они показали, что комплекс [Co(NH3)5NH2CH2(O)OC2H5]3+ в щелочном водном растворе быстро дает амидный комплекс [Co(NH3)4NH2CH2C(O)NH]2+ с бидентантным глицином, с промежуточным образованием амида [Co(NH3)4(NH2)NH2CH2C(O)С2Н5]2+. Хотя предполагаемый амидный интермедиат имеет очень короткое время жизни, он способен вступать в очень быструю реакцию с эфирной группой, предположительно, из-за анхимерного эффекта — увеличения скорости из-за вынужденного сближения реагентов. Аналогичное превращение наблюдалось в реакции с [Co(en)2Br(NH2CH2C(O)NH2)]2+. Замещение лиганда Br- гидроксидом ионом с последующим быстрым внутримолекулярным образованием координированной аминокислоты. Было обнаружено, что, как правило, эти внутримолекулярные реакции, происходят более чем в 400 раз быстрее, в сравнении с соответствующими межмолекулярными реакциями.

## Исследовательская школа химии
В 1967 году ANU завершило создание научно-исследовательской школы химии. Алан и его группа должны были переехать туда. Он покинул медицинскую школу с некоторым сожалением, поскольку ранее сотрудничал с биологами, но химическая школа предоставляла уникальные преимущества, в частности — более гибкая административная структура. В новой школе сотрудничество Сарждесона и Бакингема продолжалась ещё несколько лет, но становилось все более очевидным, что так не может дальше продолжаться, поскольку продвижение требовало четкого разграничения индивидуальных вкладов. Вскоре Алан нанял двух сотрудников, Джека Харрофильда и Грега Джексона. Оба позже стали профессорами в австралийских университетах.
Было общеизвестно, что такие ионы, как Zn2+ и Mg2+ способны ускорять гидролиз полифосфатов и эфиров фосфорной кислоты. Из-за лабильности этих металл-фосфатных связей (комплексы кинетически неустойчивы) было трудно проследить этапы механизма гидролиза. Ионы Co3+ образуют термодинамически стабильным (не лабильные) кобальт-фосфатные связи, что делает их подходящими для изучения механизмов расщепления связей фосфор-кислород. Также образом, было обнаружено, что в щелочном водном растворе [Co(NH3)5OP(O)2OC6H4NO2]+, содержащий монодентантный п-нитрофенолфосфатный лиганд, образует циклический фосфоамидный лиганд и это сопровождается выделением п-нитрофенолята (NPO). Было установлено, что скорости для внутримолекулярного замещения NPO приблизительно в 106 раз выше, чем для соответствующей межмолекулярной реакции.
Аналогичная внутримолекулярная циклизации, но с участием гидроксильного лиганда, связанного с кобальтом, была изучена на cis-[Co(En)2(OH)(OP(O)2OC6H4NO2]+. Несмотря на то, координированный гидроксид-ион, по крайней мере в 107 раз менее основный, чем
свободный гидроксид-ион, внутримолекулярный процесс, по крайней мере в 105 раз быстрее, чем соответствующее межмолекулярное замещение группы NPO свободными гидроокисид-ионами.
Алан продолжал работы по классическим реакциям замещения в комплексах Co3+. Наиболее заметным из них было полное исследование, совместно с Джексоном, стереохимического поведения cis-[Co(En)2XY]n+ ионов, которые подвергаются спонтанным реакциям гидратации.
Пожалуй, наиболее заметным достижением Алана был синтез с высоким выходом молекулярных клеток, в которые был помещен ион металла. Синтетическая концепция появилась из предыдущих наблюдений группы, связанных с тем, что в щелочном водном растворе формальдегид способен взаимодействовать с координированными кобальтом аминами, давая в одном из случаев макроциклический лиганд, в котором соседние атомы азота двух этилендиаминов связаны бис-метиленоксо группами. Интересная реакция происходит при медленном введении формальдегида и аммиака в щелочной водный раствор [Co(En)3]3+. Наблюдался высокий выход [Сo(sep)]3+. Полициклическая клетка получила название сепулькрат (sepulchrate) (SEP). Клеточный комплекс [Co(sep)]3+ неограниченно стабилен в нейтральных водных растворах и в 3 М HCl. Восстановленный аналог [Co(sep)]2+ стабилен в нейтральных и в слабо щелочных растворах; в таких растворах он легко окисляется кислородом до исходного комплекса, [Co(sep)]3+. Ион [Co(sep)]2+ разлагается в кислых растворах по механизму, который включает протонирование апикальных (шапочных) аминов. Стабильность комплекса [Co(sep)]3+ с более высокой степенью окисления кобальта связана с гораздо меньшей основностью апикальных аминов. Гомохиральные (оптически активные) формы клетки [Co(sep)]3+ были выделены и было обнаружено, что, при восстановлении [Co(sep)]2+, а затем повторном окислении, хиральность полностью сохранялась. Этот результат показывает, что ион Со2+ не выходит из клетки; этот результат был подтвержден с помощью метода обмена метки (60Сo2+). Присущая нестабильность по отношению кислотам двухвалентных комплексов sep обошли путём приготовления [Co(sar)]3+ (sar является сокращением от саркофагин (sarcophagine)), аналогичный клеточный комплекс, в котором атомы азоты шапки заменены метиленовыми группами. Этот комплекс был получен с высоким выходом в реакции [Co(En)3]3+ с формальдегидом и нитрометаном в холодном щелочном водном растворе. В первоначально образующемся клеточном комплексе апикальные атомы углерода шапок связаны с нитрогруппами. Замещение этих группы атомами водорода было достигнуто с помощью стандартных методов органической химии. Как и ожидалось, [Co(sar)]3+ комплекс был стабилен в сильно кислых растворах; другие его химический свойства были такими же, как и у аналога [Co(sep)]3+. Были разработаны несколько методов удаления, наиболее полезным является реакция цианид-ионов с комплексом Co2+ в кипящей воде. Почти все из ионов металлов первого переходного ряда, некоторые в двух степенях окисления, были помещены в клетку sar. Все эти комплексы продемонстрировали высокую термодинамическую и кинетическую стабильность, а некоторые — необычные физические свойства.

## Человек
Алана Сарджесона был обаятельным и остроумным. Он всегда был доступным и таким же спокойным с другими, каким и был с самим собой. Он был снисходительным к ошибкам и внимателен к своим сотрудниками. Почти все его коллеги продолжали сотрудничество с Аланом лично или профессионально после того, как они переходили в другие места. К концу своей жизни он стал особенно близок к своей семье, в частности, младшей дочери, Бенте.
Почти все, кого спрашивали про Алана вспоминают с увлечением его рассказы на различные темы, как правило, после ужина. Казалось, что в его репертуаре было только четыре истории, которые он мог рассказывать снова и снова. Количество историй, которое он рассказывал за раз, зависело от выносливости аудитории. Не содержание историй веселило аудиторию, а то, как он их рассказывал. Рассказы характеризовались непрерывным смехом Алана, который был явно в восторге от того, что он собирался сказать дальше, отступлениями, имеющими загадочную связь с темой истории, призывами аудитории к помощи или другим вложениям.
Хотя и Алан никогда полностью не признает этого, в его восприятии той химии, которую он изучал, была забавная сторона. Комплексы Co3+ интенсивно окрашены; их цвет варьируется от фиолетового к зелёному и может быть любым, находящимся в интервале между ними. Он мог бы обнаружить изменение цвета в ходе реакции, но то, что он видел, отличалось от нормального зрения; кто угодного мог засвидетельствовать, что когда Алан говорил про соединение, что оно синее, на самом деле оно было розовым.
Алан знал, в чём разбирается хорошо, а в чём не очень. Он не боялся признать отсутствие компетентности, и развил широкое сотрудничество и в Австралии, и в других странах. Многие из его коллег помнят поездки с целью посетить различных экспертов, чтобы либо прояснить интерпретацию, или получить совет о том, как провести эксперимент. Он всегда был дотошным в том, чтобы обеспечить своих коллег надлежащим пониманием.
Как и многие ученые, которые достигли пика своего профессионализма, Алан ожидал от других, что они будут проводить свои исследования с той же осмотрительности, полнотой и целостностью, которые он наложил на себя. Он был особенно пренебрежительным к ученым, в которых видел, что они использую свои публикации только как метод для продвижения по службе. Это была его полная преданность целостности науки — пожалуй, определяющая личностная черта Алана.
Алан был организованным в его научном работе, но менее ответственно относился к административными делам. Он действительно отслужат один срок в три года на посту декана (председателя) научно-исследовательской школы химии без инцидентов. Он создавал впечатление, что, хотя и был готов заниматься административной работой в качестве долга перед своими коллегами, но его исследования взяли верх. Как следствие, его редко просили заняться рутинной комитетской работой или предлагали занять пост, который включается в себя административную работу. Он был адекватным лектором, но не таким, чьи выступления захватывали аудиторию. В научно-исследовательской школе химии поддержка исследований распределялась в соответствии с прошлой деятельности, а не в результате разработки предложений, которые требовали внешнего финансирования. В результате, Алана всегда хорошо финансировали, чтобы он делал свою работу, не отвлекаясь на написание предложений и отчетов. Кроме того, у него был доступ к щедрым расходам на путешествия, что позволяло ему посещать другие лаборатории.
Он ушел на пенсию в 65 лет. Он сказал, что был счастлив сделать это, потому что давал возможность «молодым парням» сделать себе имя. Как почетный профессор он продолжил приходить на факультет и участвовать по возможности в его деятельности. Вскоре после выхода на пенсию его здоровье пошло на спад, сначала медленно, но довольно быстро в последние нескольких лет его жизни. В последние годы он страдал от различных болезней, которые сделали его хрупким. Вскоре после того, как он отметил Рождество дома с семьей, он умер.

## Награды и премии
Алан удостоен многочисленных почестей и наград. Хотя он и ценил их получение, но относился к ним легко. Список:
- 1975 Inaugural Award of the Royal Australian Chemical Institute for Inorganic Chemistry and Burrows Lecture
- 1978 H. G. Smith Medal, Royal Australian Chemical Institute
- 1980 American Chemical Society Award for Inorganic Chemistry Bailar Medal, University of Illinois, Urbana
- 1983 Nyholm Medal, The Royal Society of Chemistry, UK
- 1985 Dwyer Medal, University of New South Wales.
- 1990 Doctor of Science Honoris causa, University of Sydney
- 1992 Centenary Medal, The Royal Society of Chemistry, UK
- 1995 Rolf Sammet Award, Johann Wolfgang Goethe Universität, Frankfurt am Main
- 1996 Doctor of Science Honoris causa, University of Copenhagen
- 1997 International Izatt-Christensen Award in Macrocyclic Chemistry, Brigham Young University, Utah Doctor of Science Honoris causa, University of Bordeaux, France
- 2000 Leighton Medal, Royal Australian Chemical Institute
- 2002 Matthew Flinders Medal, Australian Academy of Science

## Членство в научных обществах
- 1972 Действительный член Королевского австралийского химического института[англ.][1].
- 1976 Член Австралийской академии наук[13].
- 1976 Foreign Member of the Royal Danish Academy of Arts and Science[1].
- 1983 член Лондонского королевского общества[14]
- 1996 Иностранный член (Foreign Associate) Национальной академии наук США[15]
- 1998 Иностранный почётный член Американской академии искусств и наук[1]
- 2002 Член Королевского физиографического общества в Лунде[англ.], Швеция[1]